# MOF-5
MOF-5是一种金属有机框架材料，可以表示为Zn4O(BDC)3，其中BDC2-为1,4-苯二甲酸根。它由奧馬爾·亞基发现。
MOF-5可由溶剂热法、扩散法等方法合成。它属于立方晶系，空间群为Fm-3m。

## 拓展阅读
- 钟旭峰. 金属有机骨架化合物MOF-5吸水稳定性及改性储氢性能的模拟研究 （页面存档备份，存于）[D]. 北京化工大学, 2009.